# Рабкор Live
«Рабкор Live» — третий концертный альбом белорусской рок-группы «Ляпис Трубецкой», выдаваемый всем посетителям заключительного концерта программы «Рабкор Live».
«Рабкор Live» — это первый в истории «Ляписов» концертный альбом, который выпущен ограниченным тиражом и не поступит в музыкальные магазины.

## Список композиций
Слова и музыка всех песен —  — Сергей Михалок, за исключением отмеченных.
| №   | Название                      | Текст песни | Длительность |
| --- | ----------------------------- | ----------- | ------------ |
| 1.  | «Интро»                       |             | 1:16         |
| 2.  | «Не быць скотам!»             | Янка Купала | 3:05         |
| 3.  | «Рабкор»                      |             | 4:13         |
| 4.  | «Цмок ды арол»                |             | 3:26         |
| 5.  | «Путинарода»                  |             | 3:48         |
| 6.  | «Броненосец (Ты ни при чём?)» |             | 4:37         |
| 7.  | «Маеш яйцы?!»                 |             | 3:27         |
| 8.  | «Убей раба!»                  |             | 3:36         |
| 9.  | «Панас»                       |             | 3:02         |
| 10. | «Железный»                    |             | 3:46         |
| 11. | «Lyapis Crew»                 |             | 4:06         |
| 12. | «Капитал»                     |             | 3:38         |
| 13. | «Я верю»                      |             | 3:30         |
| 14. | «Огоньки»                     |             | 3:00         |
| 15. | «Манифест»                    |             | 4:09         |
| 16. | «Belarus Freedom»             |             | 3:57         |
| 17. | «Священный огонь»             |             | 2:21         |
| 18. | «Грай»                        |             | 4:58         |
| 19. | «Трубецкой»                   |             | 3:11         |

## Видеоверсия
8 февраля 2013 года состоялась премьера фильма-концерта «Рабкор Live», в который вошли лучшие моменты с презентаций Рабкора в Коктебеле, Вильнюсе, Москве, Киеве и Санкт-Петербурге. Российская интернет-премьера фильма «Рабкор Live» состоялась на сайте Lenta.ru, белорусская — на Tut.by, украинская — на LB.ua.
Сергей Михалок пояснил причины некоторых неточностей в фильме: «Аудиотрек фильма был записан в Вильнюсе, это наше живое выступление, мы его не редактировали и не правили для достоверности и сохранения атмосферы. А видео — это монтаж каждого трека с разных концертов, поэтому в фильме может быть и несинхрон, и кадры в разной одежде, с разной сценографией и декорациями».
1. «Интро»
2. «Не быць скотам!»
3. «Капитал»
4. «Цмок ды арол»
5. «Маешь яйцы?!»
6. «Железный»
7. «Я верю»
8. «Lyapis crew»
9. «Рабкор»
10. «Священный огонь»
11. «Убей раба!»
12. «Грай»

## Участники
- Сергей Михалок — вокал.
- Павел Булатников — вокал, перкуссия.
- Руслан Владыко — гитара.
- Денис Стурченко — бас-гитара.
- Влад Сенкевич — труба, бэк-вокал.
- Иван Галушко — тромбон, бэк-вокал.
- Денис Шуров — ударные.